# Mirosław Szymkowiak
Mirosław Szymkowiak (pronunciación en polaco: /miˈrɔswaf ʂɨmˈkɔvʲak/; Poznań, Polonia, 12 de noviembre de 1976) es un futbolista polaco que juega como centrocampista en el Podgórze Kraków de Polonia.
Se retiró como profesional en 2006 por motivos de salud. Se desempeña como reportero para Canal+ de Polonia y tiene dos salones de belleza en Cracovia.

## Selección nacional
Ha sido internacional con la selección de fútbol de Polonia en 33 ocasiones y ha convertido 3 goles.

### Participaciones en Copas del Mundo
| Mundial                               | Sede     | Resultado      | Partidos | Goles |
| ------------------------------------- | -------- | -------------- | -------- | ----- |
| Copa Mundial de Fútbol Sub-17 de 1993 | Japón    | Cuarto lugar   | 6        | 1     |
| Copa Mundial de Fútbol de 2006        | Alemania | Fase de grupos | 2        | 0     |

### Participaciones en Eurocopas
| Copa                    | Sede    | Resultado |
| ----------------------- | ------- | --------- |
| Eurocopa Sub-16 de 1993 | Turquía | Campeón   |

## Clubes
| Club            | País    | Año       |
| --------------- | ------- | --------- |
| Olimpia Poznań  | Polonia | 1993-1994 |
| Widzew Łódź     | Polonia | 1995-2000 |
| Wisła Cracovia  | Polonia | 2001-2004 |
| Trabzonspor     | Turquía | 2005-2006 |
| Prądniczanka    | Polonia | 2014-2019 |
| Podgórze Kraków | Polonia | 2019-     |

## Palmarés

### Campeonatos nacionales
| Título               | Club           | País    | Año  |
| -------------------- | -------------- | ------- | ---- |
| Supercopa de Polonia | Widzew Łódź    | Polonia | 1996 |
| Ekstraklasa          | Widzew Łódź    | Polonia | 1996 |
| Ekstraklasa          | Widzew Łódź    | Polonia | 1997 |
| Supercopa de Polonia | Wisła Cracovia | Polonia | 2001 |
| Ekstraklasa          | Wisła Cracovia | Polonia | 2001 |
| Copa de la Liga      | Wisła Cracovia | Polonia | 2001 |
| Copa de Polonia      | Wisła Cracovia | Polonia | 2002 |
| Ekstraklasa          | Wisła Cracovia | Polonia | 2003 |
| Copa de Polonia      | Wisła Cracovia | Polonia | 2003 |
| Ekstraklasa          | Wisła Cracovia | Polonia | 2004 |

### Copas internacionales
| Título          | Selección      | Sede    | Año  |
| --------------- | -------------- | ------- | ---- |
| Eurocopa Sub-16 | Polonia sub-16 | Turquía | 1993 |